# Nowa Rola
Nowa Rola (deutsch Niewerle, niedersorbisch Niwjerla) ist ein Ort in der Landgemeinde Tuplice im Powiat Żary in der Woiwodschaft Lebus in Polen. Er gehört zum heute polnischen Teil der Niederlausitz und liegt an der Chaussee zwischen Lubsko (Sommerfeld) und Tuplice (Teuplitz).

## Geschichte
Von 1346 ist die älteste Erwähnung des Ortes  in der Meißner Bistumsmatrikel erhalten.
Das Rittergut und das Dorf gehörten im Lauf der Jahrhunderte verschiedenen Familien. 1791 brannte ein großer Teil des Dorfes nieder. 
Ab 1816 gehörte es zum Kreis Sorau in der Niederlausitz im Königreich Preußen. 1868 wurde eine neue Kirche gebaut. 1897 erhielt Niewerle einen Bahnanschluss an der Strecke zwischen Sommerfeld und Teuplitz.
Seit 1945 gehört Nowa Rola zu Polen. 1990 wurde die Bahnstrecke stillgelegt und 2006 die Gleise abgebaut.

## Sehenswürdigkeiten
- Kirche Maria Königin von Polen, erbaut 1868, mit Altar und Orgel aus dem 19. Jahrhundert, seit 1945 römisch-katholische Filialkirche
- das ehemalige Gutshaus wurde etwa 1970 abgetragen